# Rocca Malatestiana (Verucchio)
La rocca malatestiana, nota anche come rocca del sasso, è una fortificazione medievale di Verucchio, nella provincia di Rimini in Emilia-Romagna.

## Storia
Il castello risale almeno al 962 d.C. quando Ottone I lo donò a Ulderico. Alla fine del XII secolo apparteneva già alla famiglia dei Malatesta; venne poi fortificata da Sigismondo Malatesta nel 1449. Dalla fine del XII secolo al 1462 la rocca è il feudo da cui i Malatesta gestiscono il potere sull'intera costa romagnola e sulle Marche; la rocca venne espugnata da Federico da Montefeltro il 31 ottobre 1462 dopo un assedio. Dopo la sconfitta dei Malatesta da parte dei Montefeltro il castello entra nei domini della Chiesa e venne poi affidato a Cesare Borgia. Venne preso dalla Repubblica di Venezia nel 1503 e nel 1516 venne affidato a Giovanni Alemanno Medici al quale il Papa aveva concesso lo stemma e il nome dei Medici; gli succedette il conte Camillo che fu costretto a vendere la contea a Zenobio imparentato con i Medici e marito di Ippolita Comneno, figlia di Costantino principe di Macedonia; in questo periodo il fabbricato venne ristrutturato per renderlo più adatto all'uso abitativo. La vedova nel 1532 sposa Pio da Carpi, signore di Meldola e Sarsina; il loro figlio, Alberto Pio, divenuto nel 1580 duca di Verucchio, sopprime con un pretesto la contea ponendo il paese di Verucchio sotto il diretto dominio della Chiesa, sotto il quale rimane con poche interruzioni fino all'unità d'Italia.
Vi nacque Malatesta da Verucchio, capostipite della famiglia Malatesta.

## Architettura

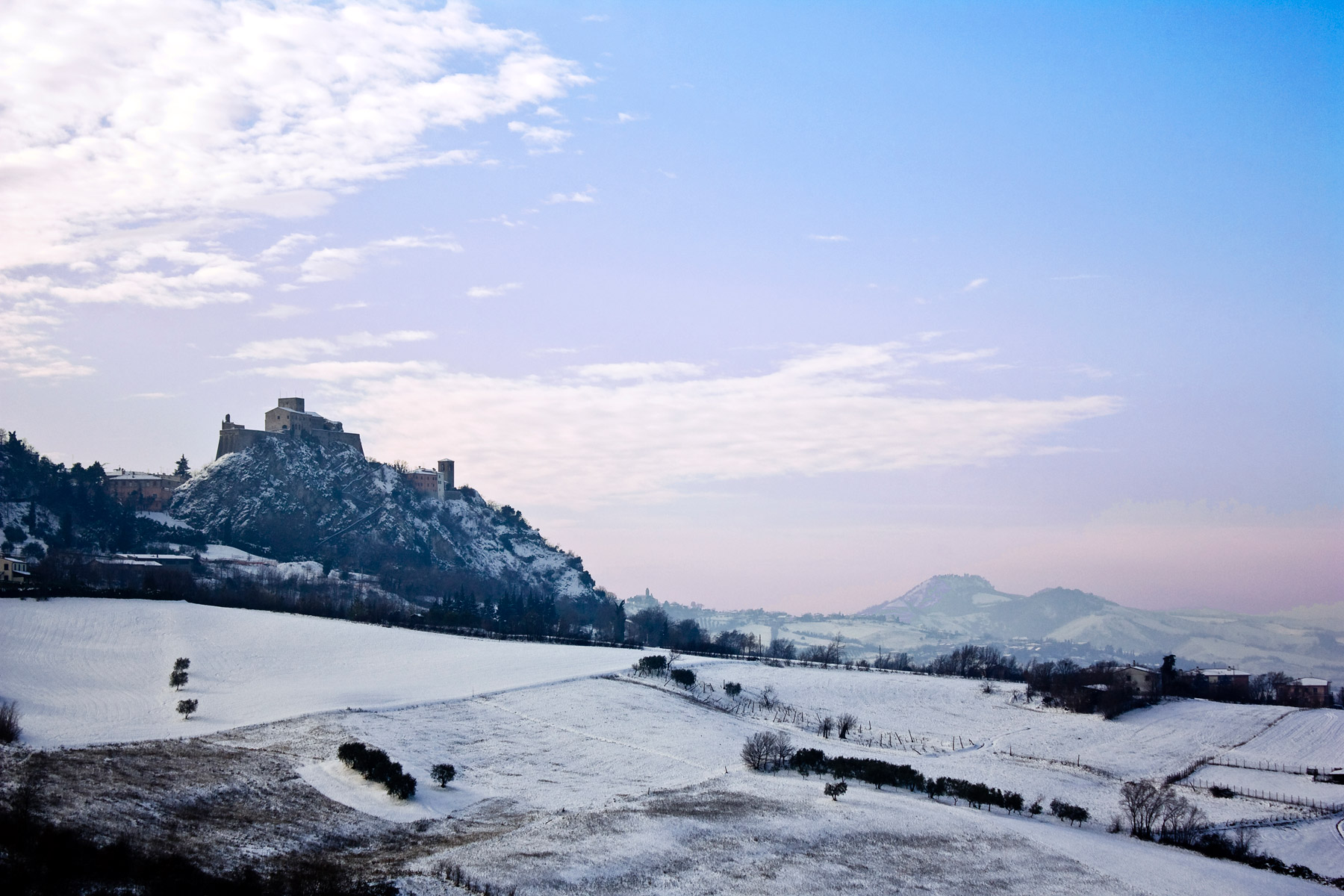
Panorama

Il complesso monumentale della Rocca Malatestiana è stata costruito tra il XII e il XVI secolo in un'ampia area ricavata sul punto più alto del "sasso" di Verucchio, da dove si può ammirare uno splendido panorama. 
La parte inferiore è costruita con conci di pietra squadrati perfettamente combacianti, attorno alla quale sono addossati resti di costruzioni più recenti. La parte più antica dell'arroccato è la torre nel cortile piccolo. Conserva all'interno l'albero genealogico dei Malatesta, i due cortili, le sale del Palazzo Baronale e la Torre Mastio. Dal XII al XVI secolo ha subito modifiche.